# Wasserschloss Möggingen

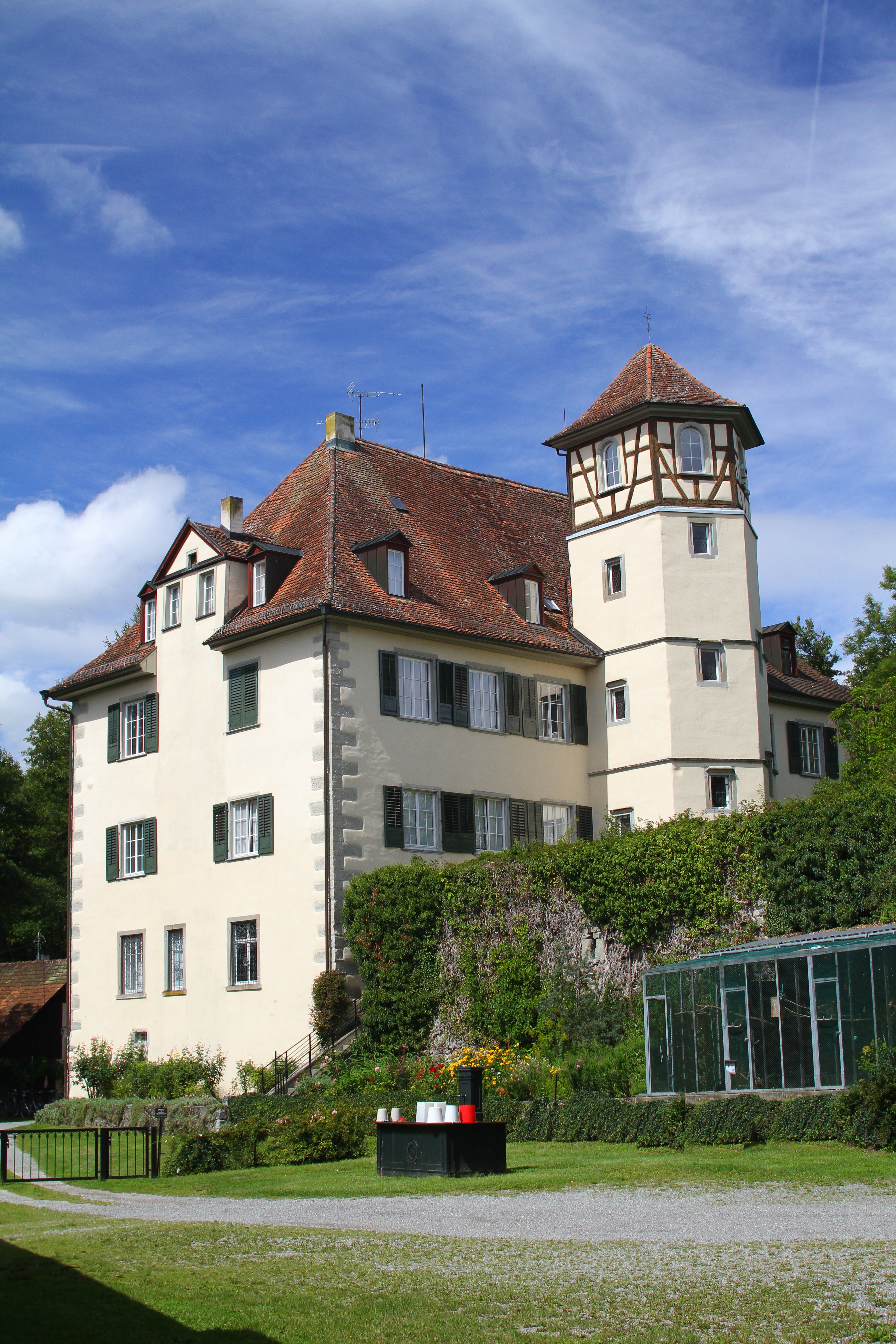
Schloss Möggingen

Das Wasserschloss Möggingen ist eine ehemalige Wasserschlossanlage im Radolfzeller Stadtteil Möggingen im Landkreis Konstanz. Nach Zerstörungen im Dreißigjährigen Krieg wurde das Schloss Mitte des 17. Jahrhunderts in seiner heutigen Form wiederhergestellt. Heute befindet sich in dem Gebäude die Vogelwarte Radolfzell.

## Geschichte
1363 wurde erstmals in Möggingen ein Herrensitz erwähnt, eine Wasserburg mit zwei Gräben und einer Ringmauer. Diese gehörte bis ins Jahr 1515 den Herren von Bodman, die sie an die Herren von Homburg verkauften, im Jahre 1551 jedoch wieder erwarben. Im Jahr 1525 wurde das Schloss während des Deutschen Bauernkrieges von aufständischen Bauern der Nachbargemeinden belagert, von der eigenen Bevölkerung aber beim Kampf unterstützt. Dadurch überstand die Burg den Angriff unbeschadet, während stattdessen von den aufständischen Bauern das Dorf verbrannt wurde. Im Jahr 1600 wurde das bisherige Herrenhaus im Süden der Anlage durch das heutige Schlossgebäude ersetzt. Jedoch wurde es mit der restlichen Anlage während des Dreißigjährigen Kriegs zweimal, nämlich 1632 und 1636, abgebrannt, sodass die Anlage 1648 generalsaniert werden musste. Im Rahmen der Rheinbundakte gelangte Möggingen 1806 an das Königreich Württemberg, 1810 an Baden. Im Jahr 1834 wurde das Schloss grundlegend renoviert, so wurde beispielsweise die Ringmauer größtenteils abgetragen sowie das Schloss äußerlich wesentlich verändert. 
Nach dem Zweiten Weltkrieg war das Schloss kurzfristig von französischen Truppen besetzt, bevor 1946 die Vogelwarte Radolfzell im Schloss einzog. Diese wurde 1959 an das Max-Planck-Institut für Verhaltensphysiologie angegliedert und ist seit 1998 eine Forschungsstelle des  Max-Planck-Instituts für Verhaltensbiologie (bis 2019 
Max-Planck-Instituts für Ornithologie).

## Beschreibung
Die Schlossanlage besteht aus dem Schlossgebäude mit darumlaufender Ringmauer und den zwei immer noch sichtbaren Gräben. Das Schlossgebäude ist ein dreistöckiger Rechteckbau mit Walmdach und einem hexagonalen Treppenturm an der Südwestseite. Am Portal des Turms befand sich ausgangs des 19. Jahrhunderts eine Tontafel mit dem Wappen der Grafen von Enzenberg denen das Schloss damals gehörte. Zur Anlage gehört auch das Torhaus, in dessen Vorbau sich im Mittelalter eine Kapelle befand.